# 新天母快速道路
新天母快速道路，民間又稱天母快，是台灣台北市一條暫緩施作的快速道路，屬於台北市的環東快速道路網。原計畫中從天母快速道路（堤頂大道）起，向北穿越雞南山並於國立故宮博物院附近設置交流道串聯外雙溪快速道路，接著向北穿越仰德大道下方，並直達天母東山路、士東路口。全線長達5.2公里，完工後將有效疏導天母地區中山北路來往台北市區的車流，與中山高速公路濱江交流道的交通瓶頸。

## 路線走向

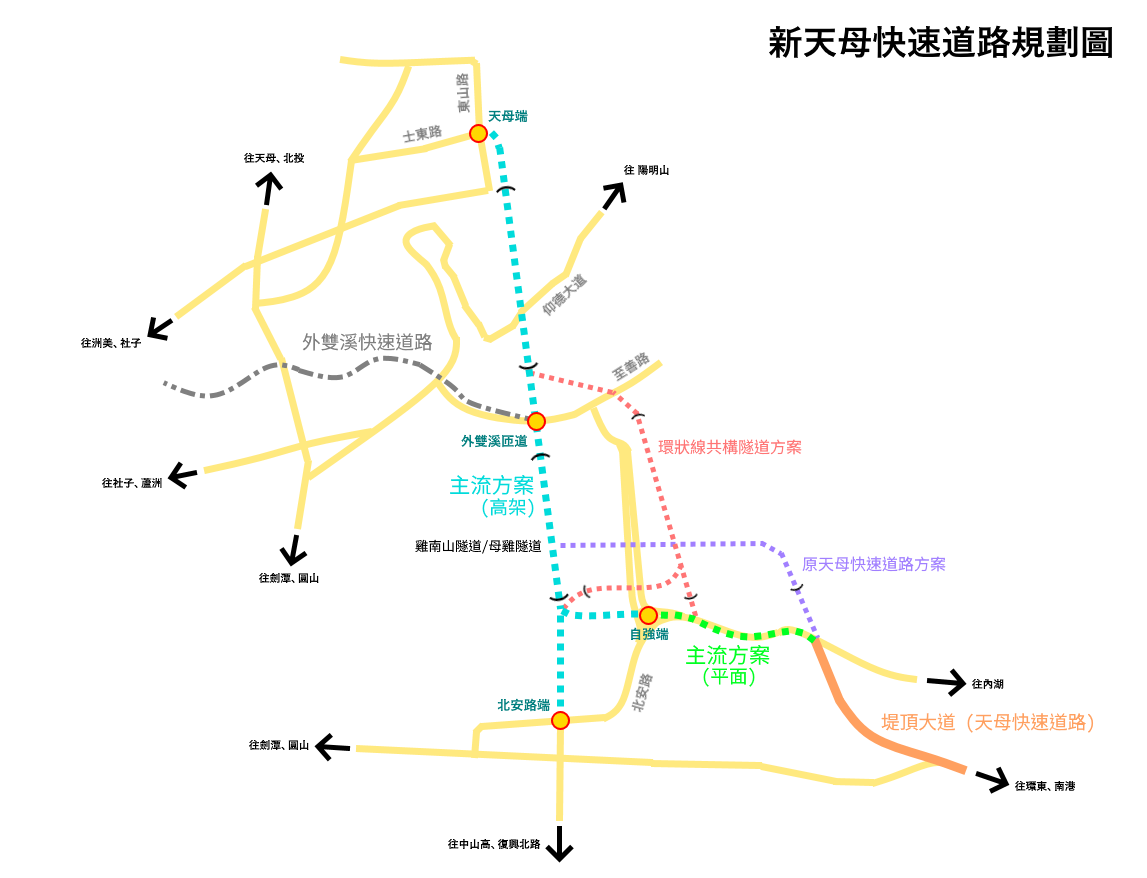
原新天母快速道路的三種規劃路線走向

路線起自堤頂大道口，原有報告中計畫於堤頂大道向北延伸，經內湖路後在自強隧道東側施作隧道，穿越雞南山後由東吳大學邊經軍方營區至至善路，此處開始採高架形式跨越外雙溪並再次設置隧道穿越仰德大道下方，最後抵達東山路士東路口設置快速道路終點。大直地區另設有一條支線，沿北安路501巷西側國防用地（今崇實路）北行穿越雞南山抵達外雙溪，並與主線交匯。此外，穿越雞南山的隧道也有自強隧道以東的方案，原預計與台北捷運環狀線北環段共用隧道。

## 歷史
新天母快速道路的前身，即天母快速道路（堤頂大道）原計畫從內湖基隆河截彎取直新生地打通天母、外雙溪等地區。由於外雙溪居民反對此項建設計畫，天母快速道路建設僅施工一期（內湖路一段－南京東路六段），二期計畫則成為新天母快速道路。
1995年3月，台北市政府工務局新建工程處委託林同棪工程顧問公司完成《環東(天母)快速道路工程先期規劃報告》，而都市發展局與交通局也先後委託鼎漢工程顧問公司分別於1998年9月提出《陽明山-天母-大直-復興北路快速道路初步路線規劃》，2000年3月完成《新天母快速道路(雞南山段，北安路-至善路)工程先期規劃》一案。
1997年，陳水扁市府曾提出「母雞快速道路」計畫，計畫從大直橋北側國防部軍備局土地向北直通至外雙溪，高架跨過後再以隧道接通天母東山路。1999年，馬英九市長執政後因天母地區民眾對於母雞快道意見分歧，於是決議優先施作洲美快速道路與外雙溪快速道路，三者同時於1999年至2000年間進行環境影響評估，新天母快速道路的環評案於2000年4月13日與中華顧問工程司完成簽約，並完成雞南山段（至善路至北安路）的路線評估規劃作業。2000年12月，台北市議會工委會審議新天母快速道路的運算共5400萬元已獲通過。
2001年1月29日，在台北市政府交通局、工務局、發展局的溝通下，決議優先推動新天母快速道路，並將外雙溪快速道路、東側山區快速道路延後時程。
2004年3月23日，由於天母地區居民對此項建設仍有不同意見，台北市政府建議等圓山瓶頸段交通改善後，保留順延此項建設至2009年後再做評估。然而2006年，郝龍斌市府交通局因重視捷運、大眾運輸，宣示台北市不會再另外興建快速道路，新天母快速道路的規劃也隨之停擺。
2010年，配合「國土綜合計畫」、「愛台十二建設」提出，台北市政府重新提出興建天母快與外雙溪快兩條快速道路，不過隨後進度便無下文。
2014年，原新天母快速道路大直段大直橋端由北市府改為林蔭大道計畫（崇實路）。

## 外部連結
- 台北市政府工務局施政成果暨現階段重要工作 （页面存档备份，存于）